# Campeonato Europeo de Balonmano Masculino de 2016
El XII Campeonato Europeo de Balonmano Masculino se celebró en Polonia entre el 15 y el 31 de enero de 2016 bajo la organización de la Federación Europea de Balonmano (EHF) y la Federación Polaca de Balonmano.
16 equipos europeos compitieron en el evento por el título de campeón europeo, cuyo anterior portador era el equipo de Francia, ganador del Europeo de 2014.
El equipo de Alemania conquistó el título europeo al derrotar en la final a la selección de España con un marcador de 24-17. En el partido por el tercer lugar el conjunto de Croacia venció al de Noruega.

## Organización

### Sedes
| Foto | Grupo             | Ciudad    | Instalación             | Capacidad |
| ---- | ----------------- | --------- | ----------------------- | --------- |
|      | A, I y fase final | Cracovia  | Tauron Arena            | 15 000    |
|      | B                 | Katowice  | Arena Spodek            | 11 000    |
|      | C y II            | Breslavia | Pabellón del Centenario | 6500      |
|      | D                 | Gdańsk    | Ergo Arena              | 15 000    |

### Árbitros
El 24 de junio de 2015 fueron anunciadas las 14 parejas arbitrales para este campeonato.
| País        | Árbitros                       |
| ----------- | ------------------------------ |
| Alemania    | Lars Geipel Marcus Helbig      |
| Bielorrusia | Andrei Gousko Siarhei Repkin   |
| Croacia     | Matija Gubica Boris Milošević  |
| Dinamarca   | Martin Gjeding Mads Hansen     |
| España      | Óscar Raluy Ángel Sabroso      |
| Francia     | Stevann Pichon Laurent Reveret |
| Letonia     | Zigmārs Stoļarovs Renārs Līcis |

| País            | Árbitros                            |
| --------------- | ----------------------------------- |
| Lituania        | Vaidas Mazeika Mindaugas Gatelis    |
| Macedonia       | Gjorgi Nachevski Slave Nikolov      |
| Polonia         | Bartosz Leszczynski Marcin Piechota |
| Portugal        | Duarte Santos Ricardo Fonseca       |
| República Checa | Václav Horáček Jiří Novotný         |
| Rumania         | Bogdan Stark Romeo Ştefan           |
| Suecia          | Michael Johansson Jasmin Kliko      |

### Calendario
| PF | Primera fase | SF | Segunda fase | 1/2 | Semifinales | F | Finales |

| Enero de 2016          | 15 Vie | 16 Sáb | 17 Dom | 18 Lun | 19 Mar | 20 Mié | 21 Jue | 22 Vie | 23 Sáb | 24 Dom | 25 Lun | 26 Mar | 27 Mié | 28 Jue | 29 Vie  | 30 Sáb | 31 Dom |
| ---------------------- | ------ | ------ | ------ | ------ | ------ | ------ | ------ | ------ | ------ | ------ | ------ | ------ | ------ | ------ | ------- | ------ | ------ |
| Fase (no. de partidos) | PF (4) | PF (4) | PF (4) | PF (4) | PF (4) | PF (4) | SF (2) | SF (2) | SF (2) | SF (2) | SF (2) | SF (2) | SF (6) | —      | 1/2 (2) | —      | F (2)  |

### Grupos
| Grupo A             | Grupo B     | Grupo C   | Grupo D    |
| ------------------- | ----------- | --------- | ---------- |
| Francia             | Croacia     | España    | Dinamarca  |
| Polonia             | Islandia    | Suecia    | Hungría    |
| Macedonia del Norte | Bielorrusia | Alemania  | Rusia      |
| Serbia              | Noruega     | Eslovenia | Montenegro |

## Primera fase
- Todos los partidos en la hora local de Polonia (UTC+1).

Los primeros tres de cada grupo pasan a la segunda fase.

### Grupo A
| Equipo              | J | G | E | P | GF | GC | DG  | PTS |
| ------------------- | - | - | - | - | -- | -- | --- | --- |
| Polonia             | 3 | 3 | 0 | 0 | 84 | 76 | +8  | 6   |
| Francia             | 3 | 2 | 0 | 1 | 91 | 80 | +11 | 4   |
| Macedonia del Norte | 3 | 0 | 1 | 2 | 73 | 81 | -8  | 1   |
| Serbia              | 3 | 0 | 1 | 2 | 81 | 92 | -11 | 1   |

- Resultados

| Fecha | Hora  | Partido¹            | Partido¹ | Partido¹            | Resultado |
| ----- | ----- | ------------------- | -------- | ------------------- | --------- |
| 15.01 | 18:00 | Francia             | -        | Macedonia del Norte | 30-23     |
| 15.01 | 20:30 | Polonia             | -        | Serbia              | 29-28     |
| 17.01 | 18:15 | Serbia              | -        | Francia             | 26-36     |
| 17.01 | 20:30 | Macedonia del Norte | -        | Polonia             | 23-24     |
| 19.01 | 18:15 | Macedonia del Norte | -        | Serbia              | 27-27     |
| 19.01 | 20:30 | Francia             | -        | Polonia             | 25-31     |

- (¹) – Todos en Cracovia.

### Grupo B
| Equipo      | J | G | E | P | GF | GC  | DG  | PTS |
| ----------- | - | - | - | - | -- | --- | --- | --- |
| Noruega     | 3 | 2 | 0 | 1 | 88 | 84  | +4  | 4   |
| Croacia     | 3 | 2 | 0 | 1 | 95 | 83  | +12 | 4   |
| Bielorrusia | 3 | 1 | 0 | 2 | 87 | 94  | -7  | 2   |
| Islandia    | 3 | 1 | 0 | 2 | 92 | 101 | -9  | 2   |

- Resultados

| Fecha | Hora  | Partido¹    | Partido¹ | Partido¹    | Resultado |
| ----- | ----- | ----------- | -------- | ----------- | --------- |
| 15.01 | 16:00 | Croacia     | -        | Bielorrusia | 27-21     |
| 15.01 | 18:15 | Islandia    | -        | Noruega     | 26-25     |
| 17.01 | 16:00 | Bielorrusia | -        | Islandia    | 39-38     |
| 17.01 | 18:15 | Noruega     | -        | Croacia     | 34-31     |
| 19.01 | 18:15 | Bielorrusia | -        | Noruega     | 27-29     |
| 19.01 | 20:30 | Croacia     | -        | Islandia    | 37-28     |

- (¹) – Todos en Katowice.

### Grupo C
| Equipo    | J | G | E | P | GF | GC | DG | PTS |
| --------- | - | - | - | - | -- | -- | -- | --- |
| España    | 3 | 2 | 1 | 0 | 80 | 75 | +5 | 5   |
| Alemania  | 3 | 2 | 0 | 1 | 81 | 79 | +2 | 4   |
| Suecia    | 3 | 1 | 0 | 2 | 71 | 72 | -1 | 2   |
| Eslovenia | 3 | 0 | 1 | 2 | 66 | 72 | -6 | 1   |

- Resultados

| Fecha | Hora  | Partido¹  | Partido¹ | Partido¹  | Resultado |
| ----- | ----- | --------- | -------- | --------- | --------- |
| 16.01 | 18:30 | España    | -        | Alemania  | 32-29     |
| 16.01 | 20:45 | Suecia    | -        | Eslovenia | 23-21     |
| 18.01 | 18:15 | Eslovenia | -        | España    | 24-24     |
| 18.01 | 20:30 | Alemania  | -        | Suecia    | 27-26     |
| 20.01 | 17:15 | Alemania  | -        | Eslovenia | 25-21     |
| 20.01 | 20:00 | España    | -        | Suecia    | 24-22     |

- (¹) – Todos en Breslavia.

### Grupo D
| Equipo     | J | G | E | P | GF | GC | DG  | PTS |
| ---------- | - | - | - | - | -- | -- | --- | --- |
| Dinamarca  | 3 | 3 | 0 | 0 | 91 | 75 | +16 | 6   |
| Rusia      | 3 | 2 | 0 | 1 | 80 | 78 | +2  | 4   |
| Hungría    | 3 | 1 | 0 | 2 | 80 | 84 | -4  | 2   |
| Montenegro | 3 | 0 | 0 | 3 | 76 | 90 | -14 | 0   |

- Resultados

| Fecha | Hora  | Partido¹   | Partido¹ | Partido¹   | Resultado |
| ----- | ----- | ---------- | -------- | ---------- | --------- |
| 16.01 | 18:00 | Hungría    | -        | Montenegro | 32-27     |
| 16.01 | 20:15 | Dinamarca  | -        | Rusia      | 31-25     |
| 18.01 | 18:00 | Rusia      | -        | Hungría    | 27-26     |
| 18.01 | 20:15 | Montenegro | -        | Dinamarca  | 28-30     |
| 20.01 | 17:15 | Rusia      | -        | Montenegro | 28-21     |
| 20.01 | 20:00 | Dinamarca  | -        | Hungría    | 30-22     |

- (¹) – Todos en Gdańsk.

## Segunda fase
- Todos los partidos en la hora local de Polonia (UTC+1).

### Grupo I
| Equipo              | J | G | E | P | GF  | GC  | DG  | PTS |
| ------------------- | - | - | - | - | --- | --- | --- | --- |
| Noruega             | 5 | 4 | 1 | 0 | 153 | 141 | +12 | 9   |
| Croacia             | 5 | 3 | 0 | 2 | 153 | 134 | +19 | 6   |
| Francia             | 5 | 3 | 0 | 2 | 145 | 130 | +15 | 6   |
| Polonia             | 5 | 3 | 0 | 2 | 138 | 142 | -4  | 6   |
| Bielorrusia         | 5 | 1 | 0 | 4 | 128 | 151 | -23 | 2   |
| Macedonia del Norte | 5 | 0 | 1 | 4 | 130 | 149 | -19 | 1   |

- Resultados

| Fecha | Hora  | Partido¹            | Partido¹ | Partido¹    | Resultado |
| ----- | ----- | ------------------- | -------- | ----------- | --------- |
| 21.01 | 18:15 | Francia             | -        | Bielorrusia | 34-23     |
| 21.01 | 20:30 | Macedonia del Norte | -        | Croacia     | 24-34     |
| 23.01 | 18:15 | Francia             | -        | Croacia     | 32-24     |
| 23.01 | 20:30 | Polonia             | -        | Noruega     | 28-30     |
| 25.01 | 18:15 | Macedonia del Norte | -        | Noruega     | 31-31     |
| 25.01 | 20:30 | Polonia             | -        | Bielorrusia | 32-27     |
| 27.01 | 16:00 | Macedonia del Norte | -        | Bielorrusia | 29-30     |
| 27.01 | 18:15 | Francia             | -        | Noruega     | 24-29     |
| 27.01 | 20:30 | Polonia             | -        | Croacia     | 23-37     |

- (¹) – Todos en Cracovia.

### Grupo II
| Equipo    | J | G | E | P | GF  | GC  | DG  | PTS |
| --------- | - | - | - | - | --- | --- | --- | --- |
| España    | 5 | 4 | 0 | 1 | 135 | 130 | +5  | 8   |
| Alemania  | 5 | 4 | 0 | 1 | 140 | 129 | +11 | 8   |
| Dinamarca | 5 | 3 | 1 | 1 | 139 | 123 | +16 | 7   |
| Suecia    | 5 | 1 | 2 | 2 | 126 | 121 | +5  | 4   |
| Rusia     | 5 | 1 | 1 | 3 | 132 | 140 | -8  | 3   |
| Hungría   | 5 | 0 | 0 | 5 | 110 | 139 | -29 | 0   |

- Resultados

| Fecha | Hora  | Partido¹ | Partido¹ | Partido¹  | Resultado |
| ----- | ----- | -------- | -------- | --------- | --------- |
| 22.01 | 18:15 | Alemania | -        | Hungría   | 29-19     |
| 22.01 | 20:30 | Suecia   | -        | Rusia     | 28-28     |
| 24.01 | 18:15 | Alemania | -        | Rusia     | 30-29     |
| 24.01 | 20:30 | España   | -        | Dinamarca | 23-27     |
| 26.01 | 18:15 | España   | -        | Hungría   | 31-29     |
| 26.01 | 20:30 | Suecia   | -        | Dinamarca | 28-28     |
| 27.01 | 16:00 | Suecia   | -        | Hungría   | 22-14     |
| 27.01 | 18:15 | Alemania | -        | Dinamarca | 25-23     |
| 27.01 | 20:30 | España   | -        | Rusia     | 25-23     |

- (¹) – Todos en Breslavia.

## Fase final
- Todos los partidos en la hora local de Polonia (UTC+1).

|  | Semifinales | Semifinales |    |         | Final        | Final       |  |
|  | 29 de enero | 29 de enero |    |         | 31 de enero  | 31 de enero |  |
|  |             |             |    |         |              |             |  |
|  |             |             |    |         |              |             |  |
|  | Noruega     | 33          |    |         |              |             |  |
|  | Alemania    | 34 (TE)     |    |         |              |             |  |
|  |             |             |    |         |              |             |  |
|  |             |             |    |         |              |             |  |
|  |             |             |    |         | Alemania     | 24          |  |
|  |             | España      | 17 |         |              |             |  |
|  |             |             |    |         |              |             |  |
|  |             |             |    |         |              |             |  |
|  |             |             |    |         | Tercer lugar |             |  |
|  |             |             |    |         |              |             |  |
|  | España      | 33          |    | Noruega | 24           |             |  |
|  | Croacia     | 29          |    |         | Croacia      | 31          |  |

### Partidos de clasificación
Séptimo lugar
| Fecha | Hora  | Partido¹ | Partido¹ | Partido¹ | Resultado |
| ----- | ----- | -------- | -------- | -------- | --------- |
| 29.01 | 16:00 | Polonia  | -        | Suecia   | 26-24     |

- (¹) – En Breslavia.

Quinto lugar
| Fecha | Hora  | Partido¹ | Partido¹ | Partido¹  | Resultado |
| ----- | ----- | -------- | -------- | --------- | --------- |
| 29.01 | 18:30 | Francia  | -        | Dinamarca | 29-26     |

- (¹) – En Breslavia.

### Semifinales
| Fecha | Hora  | Partido¹ | Partido¹ | Partido¹ | Resultado          |
| ----- | ----- | -------- | -------- | -------- | ------------------ |
| 29.01 | 18:30 | Noruega  | -        | Alemania | 33-34 (27-27) (TE) |
| 29.01 | 21:00 | España   | -        | Croacia  | 33-29              |

- (¹) – En Cracovia.

### Tercer lugar
| Fecha | Hora  | Partido¹ | Partido¹ | Partido¹ | Resultado |
| ----- | ----- | -------- | -------- | -------- | --------- |
| 31.01 | 15:00 | Noruega  | -        | Croacia  | 24-31     |

### Final
| Fecha | Hora  | Partido¹ | Partido¹ | Partido¹ | Resultado |
| ----- | ----- | -------- | -------- | -------- | --------- |
| 31.01 | 17:30 | Alemania | -        | España   | 24-17     |

- (¹) – En Cracovia.

## Medallero
| Alemania | España | Croacia |
| Rune Dahmke Christian Dissinger Simon Ernst Steffen Fäth Kai Häfner Jannik Kohlbacher Julius Kühn Finn Lemke Carsten Lichtlein Hendrik Pekeler Niclas Pieczkowski Tobias Reichmann Erik Schmidt Johannes Sellin Martin Strobel Steffen Weinhold Fabian Wiede Andreas Wolff | Julen Aguinagalde Juan del Arco Rafael Baena Joan Cañellas Alex Dujshebaev Raúl Entrerríos Antonio García Gedeón Guardiola Eduardo Gurbindo Jorge Maqueda Niko Mindegia Viran Morros Gonzalo Pérez de Vargas Valero Rivera Arpad Šterbik Víctor Tomás Cristian Ugalde | Mirko Alilović Ilija Brozović Luka Cindrić Ivan Čupić Domagoj Duvnjak Jakov Gojun Zlatko Horvat Igor Karačić Marko Kopljar Antonio Kovačević Krešimir Kozina Marko Mamić Marino Marić Luka Šebetić Ivan Slišković Ivan Stevanović Manuel Štrlek |
| Dagur Sigurðsson (seleccionador) | Manuel Cadenas (seleccionador) | Željko Babić (seleccionador) |

1. 1 2 3 4  Jugador remplazado.

## Estadísticas

### Clasificación general
| 1. Alemania             |
| 2. España               |
| 3. Croacia              |
| 4. Noruega              |
| 5. Francia              |
| 6. Dinamarca            |
| 7. Polonia              |
| 8. Suecia               |
| 9. Rusia                |
| 10. Bielorrusia         |
| 11. Macedonia del Norte |
| 12. Hungría             |
| 13. Islandia            |
| 14. Eslovenia           |
| 15. Serbia              |
| 16. Montenegro          |

### Máximos goleadores
| N.º | Nombre            | Selección           | Goles | Tiros | %    | Partidos jugados |
| --- | ----------------- | ------------------- | ----- | ----- | ---- | ---------------- |
| 1   | Valero Rivera     | España              | 48    | 62    | 77 % | 8                |
| 2   | Tobias Reichmann  | Alemania            | 46    | 58    | 79 % | 8                |
| 3   | Kristian Bjørnsen | Noruega             | 45    | 59    | 76 % | 8                |
| 4   | Manuel Štrlek     | Croacia             | 43    | 54    | 80 % | 8                |
| 5   | Kiril Lazarov     | Macedonia del Norte | 42    | 79    | 53 % | 6                |
| 6   | Barys Pujouski    | Bielorrusia         | 37    | 58    | 64 % | 6                |
| 7   | Karol Bielecki    | Polonia             | 34    | 66    | 52 % | 7                |
| 7   | Michał Jurecki    | Polonia             | 34    | 61    | 56 % | 7                |
| 9   | Espen Lie Hansen  | Noruega             | 33    | 59    | 56 % | 8                |
| 9   | Mikkel Hansen     | Dinamarca           | 33    | 57    | 58 % | 7                |

Fuente: 

### Mejores porteros
| N.º | Nombre                 | Equipo      | Paradas | Tiros | %    | Partidos jugados |
| --- | ---------------------- | ----------- | ------- | ----- | ---- | ---------------- |
| 1   | Vincent Gérard         | Francia     | 34      | 92    | 37 % | 7                |
| 2   | Viktor Kireyev         | Rusia       | 74      | 203   | 36 % | 6                |
| 2   | Andreas Wolff          | Alemania    | 81      | 224   | 36 % | 8                |
| 4   | Mattias Andersson      | Suecia      | 59      | 170   | 35 % | 7                |
| 4   | Thierry Omeyer         | Francia     | 67      | 191   | 35 % | 7                |
| 6   | Niklas Landin Jacobsen | Dinamarca   | 65      | 193   | 34 % | 7                |
| 6   | Viachaslau Saldatsenka | Bielorrusia | 79      | 232   | 34 % | 6                |
| 6   | Arpad Šterbik          | España      | 63      | 184   | 34 % | 8                |
| 6   | Ivan Stevanović        | Croacia     | 49      | 143   | 34 % | 8                |
| 10  | Matevž Skok            | Eslovenia   | 13      | 39    | 33 % | 3                |

Fuente: 

### Equipo ideal
- Mejor jugador del campeonato —MVP—: Raúl Entrerríos ( España).

| Posición          | Nombre            | País     |
| ----------------- | ----------------- | -------- |
| Portero           | Andreas Wolff     | Alemania |
| Extremo derecho   | Tobias Reichmann  | Alemania |
| Extremo izquierdo | Manuel Štrlek     | Croacia  |
| Pivote            | Julen Aguinagalde | España   |
| Central           | Sander Sagosen    | Noruega  |
| Lateral derecho   | Johan Jakobsson   | Suecia   |
| Lateral izquierdo | Michał Jurecki    | Polonia  |

Fuente:  == Referencias ==
1. ↑  «EHF EURO 2016 awarded to Poland and Sweden». Portal de la EHF (en inglés). 23 de junio de 2012. Consultado el 22 de abril de 2024.
2. ↑  «Team Roster». Portal de la IHF (en inglés). 27 de enero de 2016. Consultado el 22 de abril de 2024.
3. ↑  «Team Roster». Portal de la IHF (en inglés). 27 de enero de 2016. Consultado el 22 de abril de 2024.
4. ↑  «Team Roster». Portal de la IHF (en inglés). 27 de enero de 2016. Consultado el 22 de abril de 2024.